# Cadini di Misurina
I Cadini di Misurina (Ciadìs de Meśorìna in ladino, dal cadorino Ciadìn, Ciadìs al plurale, tradotto in valloni) sono un gruppo montuoso delle Dolomiti orientali (Dolomiti di Sesto, di Braies e d'Ampezzo), in provincia di Belluno, all'interno del territorio del comune di Auronzo di Cadore, a ovest di Auronzo, a nord-est di Cortina d'Ampezzo e a sud di Dobbiaco, in posizione sovrastante il lago di Misurina. La vetta più alta è la Cima Cadin di San Lucano (2.839 m s.l.m.). 

## Descrizione

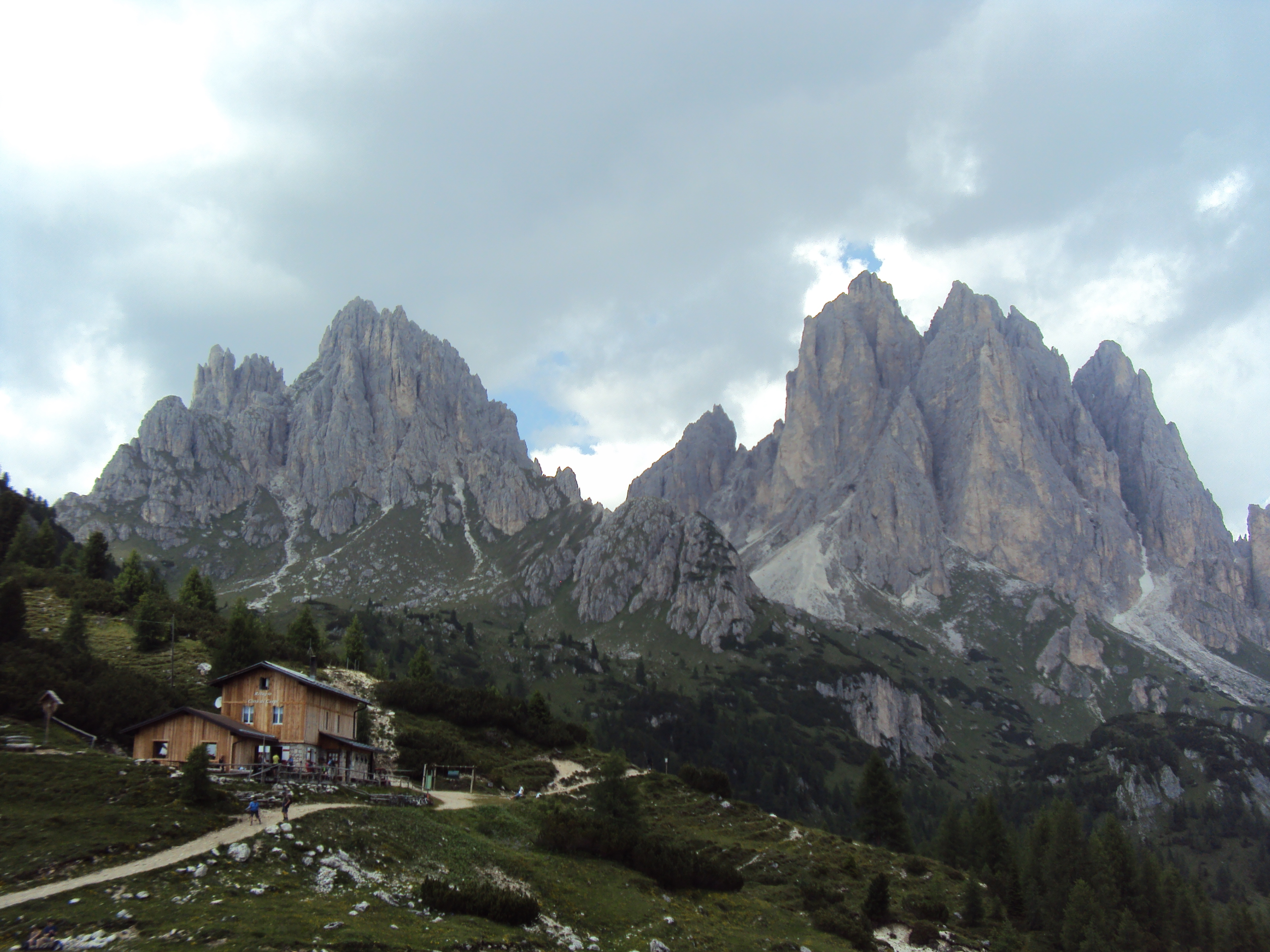

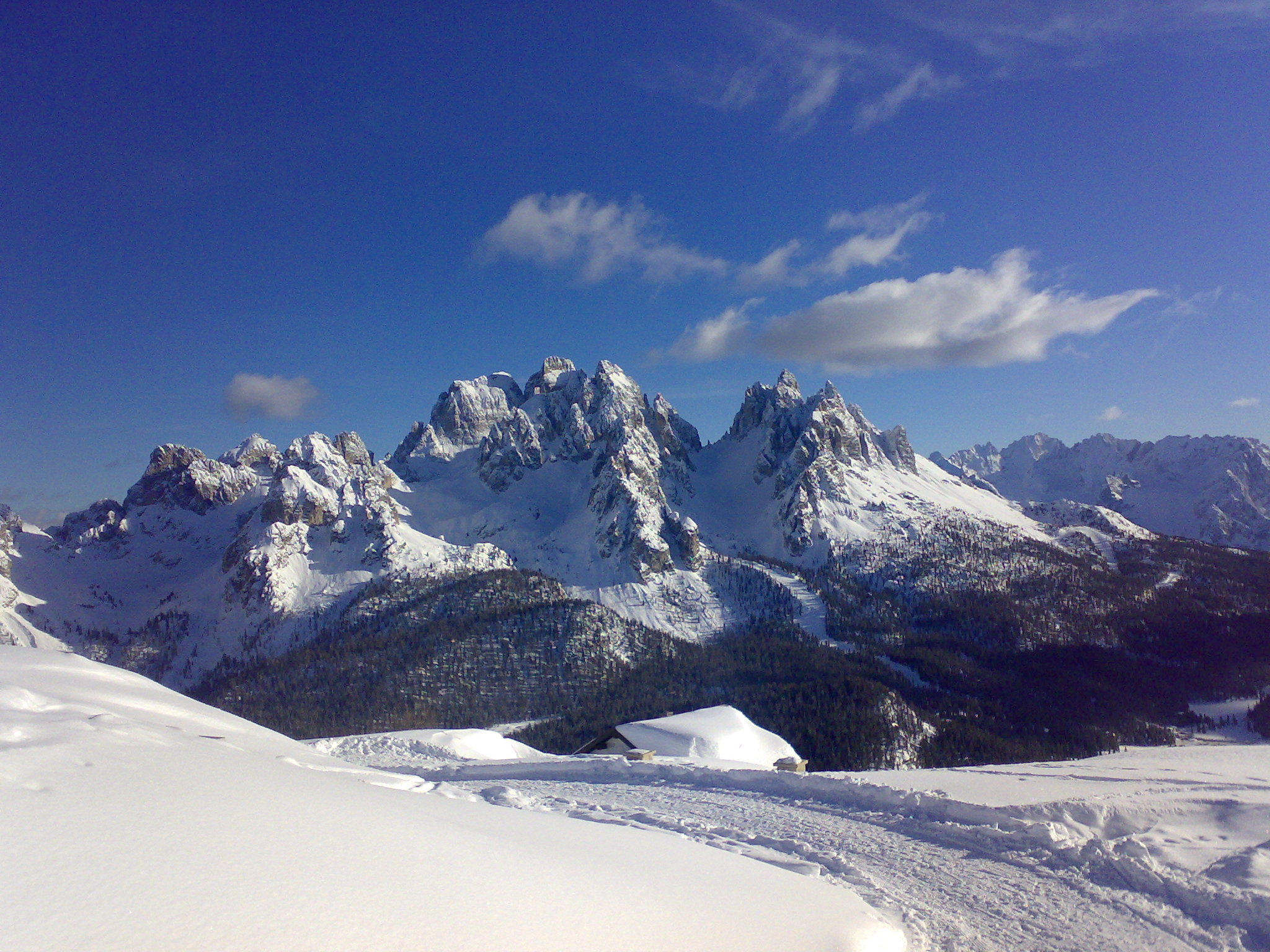

La catena montuosa è attraversata dall'Alta via n. 4 e dal sentiero attrezzato Alberto Bonacossa, che partendo dalla sponda meridionale del lago, arriva sino alle Tre Cime di Lavaredo. La particolare geomorfologia che distingue e caratterizza così profondamente i Cadini di Misurina, permette comunque di attraversare il gruppo da svariate direttrici cosicché, salendo e scendendo dalle loro forcelle, diventa possibile godere del paradiso dolomitico che li circonda.
Il sentiero attrezzato Giovanni Durissini permette ad esempio di compiere il giro completo del ramo di San Lucano. Si tratta di un percorso ad anello, con partenza al rifugio Fonda-Savio (2.367 m), che attraversa in sequenza la forcella della Torre (2.400 m), la forcella Sabbiosa (2.440 m), la forcella Cadin Deserto (2.400 m), la forcella Cristina, la forcella de la Neve (2.471 m) e per ultima la forcella del Nevaio (2.620 m), con un dislivello totale di circa 1.000 m.
La prima salita risale al 31 agosto 1896 ad opera di: Giovanni Siorpaes, Pietro Siorpaes, Ilona Eötvös, Rolanda Eötvös, Johann Innerkofler, Loránd Eötvös.

## Classificazione

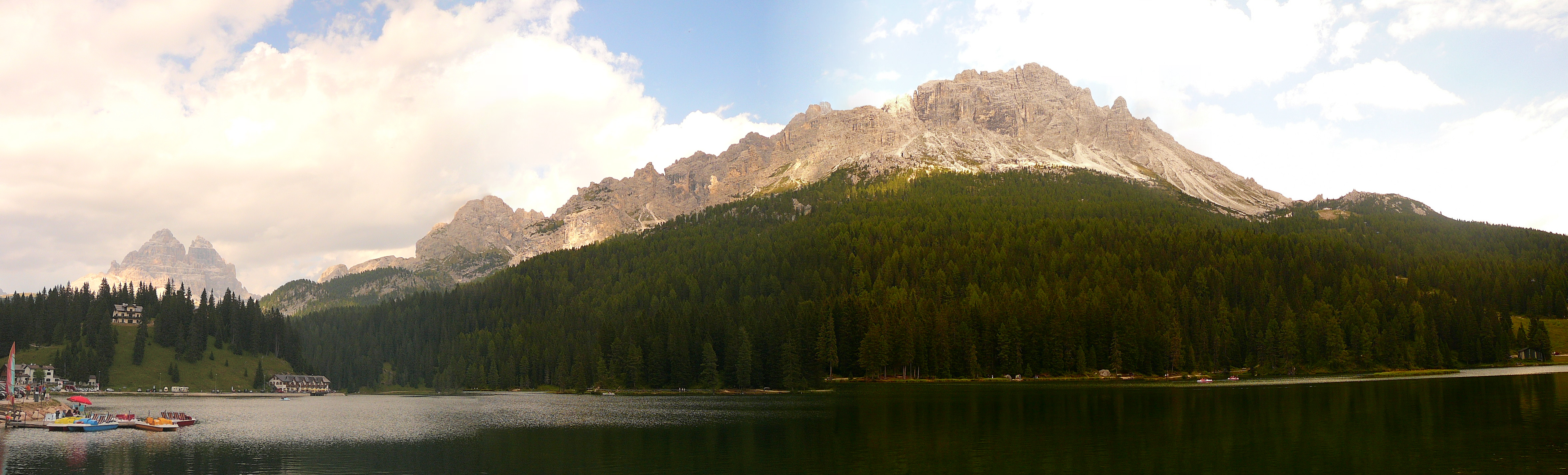
Il lago di Misurina e la catena dei Cadini

La SOIUSA li vede come un gruppo alpino ed vi attribuisce la seguente classificazione:
- Grande parte = Alpi Orientali
- Grande settore = Alpi Sud-orientali
- Sezione = Dolomiti
- Sottosezione = Dolomiti di Sesto, di Braies e d'Ampezzo
- Supergruppo = Dolomiti di Sesto
- Gruppo = Gruppo dei Cadini di Misurina
- Codice = II/C-31.I-A.5

## Suddivisione

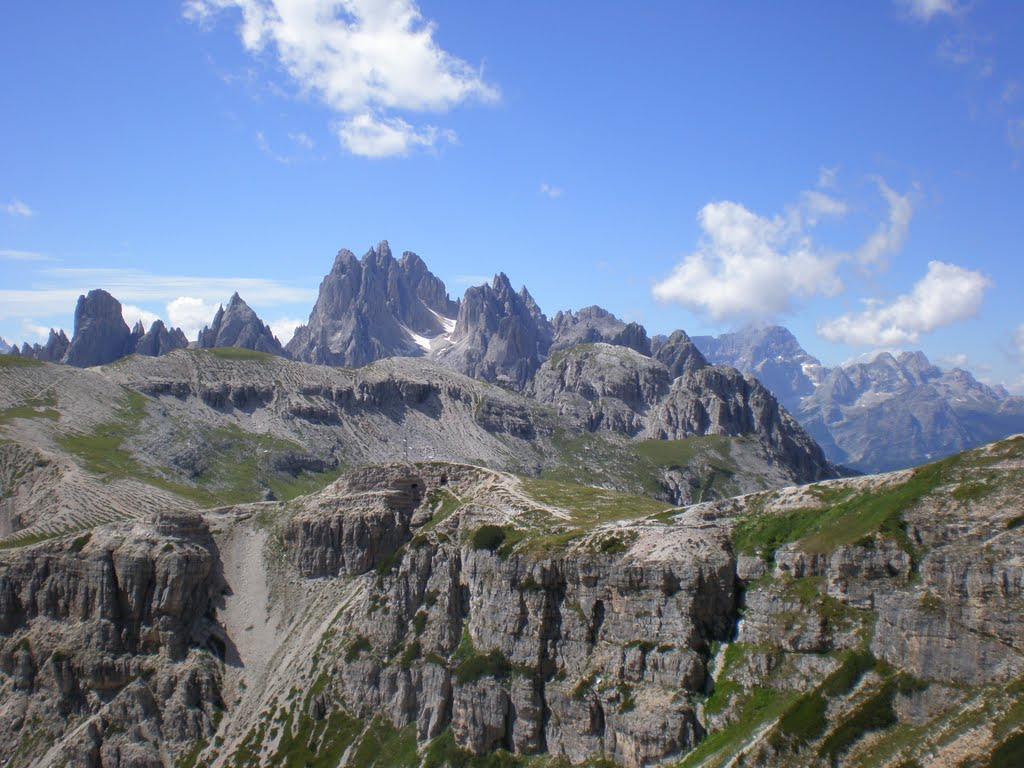
Vista del gruppo dei Cadini

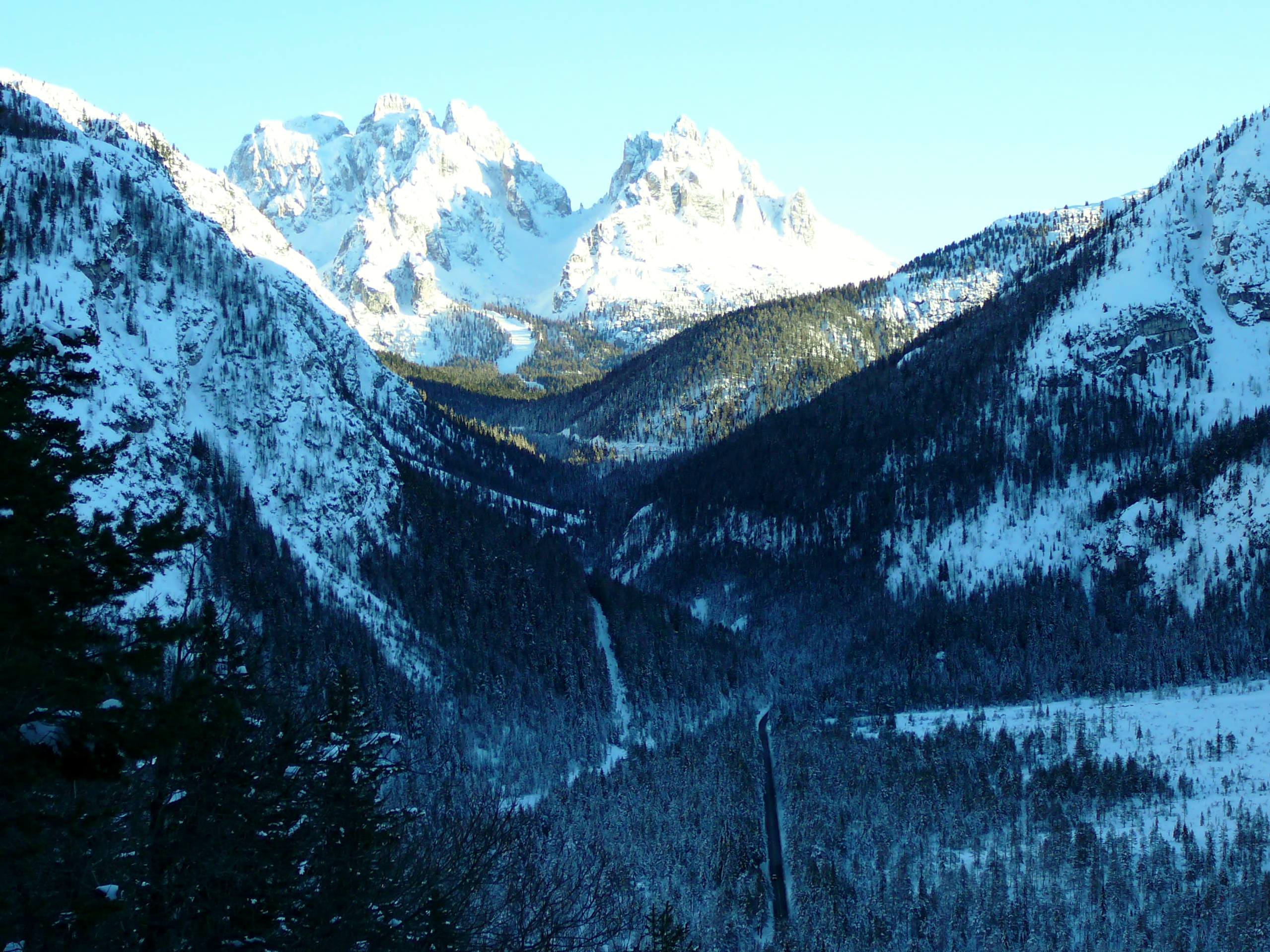
I Cadini da Prato Piazza

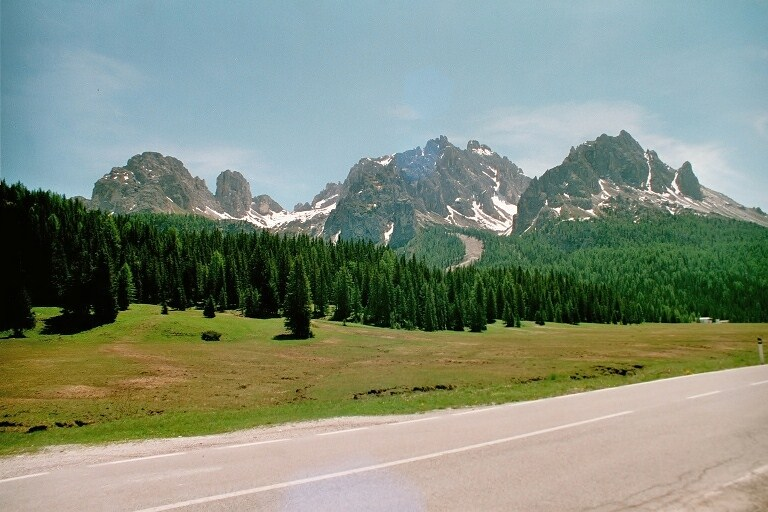

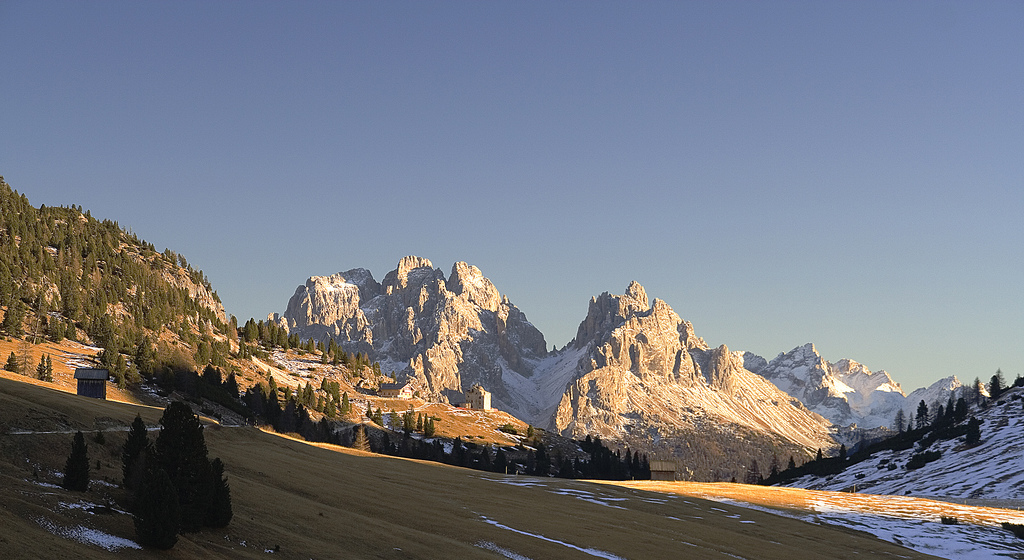

La SOIUSA li suddivide in due sottogruppi:
- Cadini Settentrionali di Misurina (A.5.a)
  - Ramo di Rimbianco (a/a)
  - Ramo dei Tocci (a/b)
  - Ramo del Nevaio (a/c)
  - Ramo del Diavolo (a/d)
  - Ramo di San Lucano (a/e)
  - Ramo di Croda Liscia (a/f)
- Cadini Meridionali di Misurina (b)
  - Ramo della Neve (b/a)
  - Ramo di Misurina (b/b)
  - Ramo di Campoduro (b/c)

## Principali cime
- Cima Cadin di San Lucano, m 2839
- Cima Eötvös, m 2825
- Cima Cadin Nord Est, m 2788
- Cima Cadin della Neve, m 2757
- Cima Cadin Nord Ovest, m 2726
- Campanile Dülfer, m 2706
- Cima Cadin di Misurina, m 2674
- Torre del Diavolo, m 2598
- Torre Siorpaes, m 2553
- Torre Wundt, m 2517
- Cima Cadin di Rimbianco, m 2404
- Torre Leo, m 2550 (2 agosto 1964, Alziro Molin, parete est)
- Il Gobbo
- Punta Cadin de le Pere, m 2550 (20 agosto 1971, Alziro Molin e Gerd Schauer)

## Principali valichi

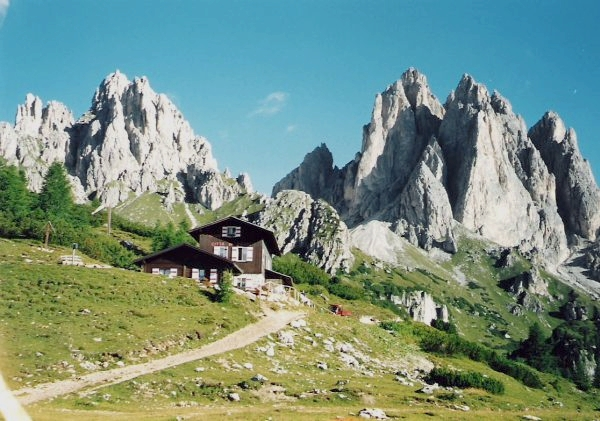
Il rifugio Città di Carpi

- Forcella del Nevaio, 2620 m
- Forcella Verzi, 2550 m
- Forcella de la Neve, 2471 m
- Forcella Sabbiosa, 2440 m
- Forcella di Misurina, 2400 m
- Forcella Cadin Deserto, 2400 m
- Forcella della Torre, 2400 m
- Forcella del Diavolo, 2380 m
- Forcella Maraia, 2100 m

## Strutture ricettive
- Rifugio Fonda-Savio 2367 m
- Rifugio Col da Varda 2115 m
- Rifugio Città di Carpi 2110 m